# Peter Brown (rugby)
Peter Brown (Troon, Escocia; 16 de diciembre de 1941 – 12 de enero de 2025) fue un jugador de rugby, dirigente y empresario escocés que jugó en las posiciones de n.° 8 y lock.

## Carrera

### Club
A nivel de equipo jugó en West of Scotland y Gala de 1961 a 1976.

### Selección nacional
Brown jugó para Escocia en 27 ocasiones de 1964–73, en 10 de esos partidos fue capitán. Actualmente es el único que ha sido el capitán en 3 victorias sobre Inglaterra; anotó 67 puntos, el máximo anotador de puntos en la historia de la selección como delantero.

## Dirigente
Brown fue un miembro independiente de la mesa directiva de la Scottish Rugby y fue comisionado disciplinario del torneo de las Seis Naciones y de la Heineken Cup.

## Empresario
Brown fue el presidente de la Scottish Building Society de 1993 a 2003. De 1975 hasta 2004 fue asociado en Hogg Thorburn, empresa contable en Galashiels y fue director con el Edinburgh Risk Management (General) Limited, empresa de seguros.

## Vida personal y muerte
Brown era hermano del también jugador de rugby Gordon Brown, hijo del futbolista John Brown, y sobrino de los futbolistas Tom y Jim Brown.
Peter Brown murió a causa de una larga enfermedad el 12 de enero de 2025 a los 83 años.